# Nephrotoma makiella
Nephrotoma makiella is een tweevleugelige uit de familie langpootmuggen (Tipulidae). De soort komt voor in het Oriëntaals gebied.